# Barri d'es Convent
El barri d'es Convent és una barriada històrica de la ciutat de Manacor. Té el seu origen en el conjunt conventual de Sant Vicenç Ferrer i la posterior urbanització del solar dels dominics, situat vora l'entrada del camí de Ciutat. Actualment, està envoltat pels barris d'es Centre, s'Antigor i Sant Jaume.
La barriada s'articula entorn la plaça del Convent, que connecta els carrers Major i del Convent, i constitueix un lloc de trobada i d'esdeveniments. L'església del Convent, l'Ajuntament Antic i Nou i la torre adossada donen la fisonomia d'aquest indret tant singular. Els elements més importants són la creu de Mossèn Marc Riera i l'estatàtua del Moretó, que antigament presidia la plaça, però que actualment es troba dedins el claustre.
A dia d'avui, el claustre és la residència de la biblioteca municipal, dels jutjats i d'alguns departaments de l'Ajuntament. A més, ha esdevingut una plaça oberta i una zona de pas, ja que connecta el carrer Nou amb la plaça Font i Roig. En aquesta altra plaça hi trobam el jardí de s'Hort des Frares i connecta amb la resta de barri fins al carrer Ciutat.
Les festes de la barriada giren al voltant de Sant Domingo, els moretons i la colla de Gegants de Manacor. Tot i així, degut a l'emblemàtic conjunt històric del convent, declarat BIC, el barri és el lloc elegit per a celebrar altres festes i esdeveniments importants com la diada de Sant Jordi, la fira de les Dones o la sortida dels dimonis per Sant Antoni.

## Història

### El convent
El de Manacor fou el segon convent dominic de Mallorca, després del de Ciutat, i fou fundat el 1576 gràcies a l'autorització de Felip II. En un primer moment, l'orde dels predicadors s'establí en unes cases particulars i aixecaren una capella dedicada a Sant Vicenç Ferrer. Posteriorment, s'amplià la capella i es construí l'església i el convent.
Per una altra banda, els frares també varen procedir a adquirir els terrenys del costat, vora del camí de Ciutat i encara fora de l'antic nucli urbà. Aquest solar fou el resultat de compres i donacions que es produïren entre el 1576 i 1628 i arribà a assolir un volum total de d'11,25 quarterades. L'impuls del convent incentivà la creació de nous carrers al barri de s'Antigor.

### La desamortització i urbanització
Del 9 al 10 d’agost de 1835 es produí sa Llorençada, un alçament carlista que provocà que els frares fossin acusats de col·laboradors i que l'Estat s'apropiàs ràpidament del convent, promogut per les idees desamortitzadores. De llavors ençà, el pati i les seves dependències annexes han patit modificacions i han estat destinades a vàries funcions, entre les més importants hi destaquen la casa consistorial, la presó, l'escola i els jutjats.
Pel que fa a les terres conventuals, foren destinades al desenvolupament urbà cap al carrer de Ciutat, concretament la zona dels carrers del Retir i de Sant Ramon. Amb el temps, l'antic solar es convertí en una petita barriada aïllada de la resta de la vila, ja que el claustre dificultava la comunicació entre carrers. Després d'un intent fallit d'esbucar el convent, el 1919 va ser declarat monument nacional i s'arribà a la solució d'obrir un portal. Així l'antic clasutre es convertí en una zona de pas i en una plaça oberta.

### Embelliment de l'indret
Amb l'objectiu de crear un espai més pacificat al barri, el novembre de 2018 es va crear una zona ACIRE al voltant del conjunt històric del convent. Després de mesos d'obres, es peatonitzaren les places Font i Roig i del Convent, els carrers del Retir, de Sant Domingo, de Sant Vicenç i del Convent. El 2023 s'ignaugurà el jardí de s'Hort des Frares, que passà a formar part del conjunt històric de l'indret.

## Monuments de la barriada
- Convent de Sant Vicenç Ferrer: Convent dominic de Manacor, construït entre els segles XVII i XVIII, consta d'una església i un claustre d'estil barroc.[8]
- Façana de l'Ajuntament: Resultat de la reforma de part de les antigues dependències conventuals, és una façana d'estil regionalista de l'antiga casa consistorial, també anomenada ''Ajuntament Antic''.[8]
- Creu de Mossèn Marc Riera: Creu de terme del camí d'Artà, actualment ubicada a la plaça del Convent.[9]
- Monument als Moretons: Escultura obra de Llorenç Ginard, representa un moretó. Després d'una sèrie d'actes vandàlics, es traslladà definitivament dins el clasutre.[10]

## Festes de la barriada
El barri d'es Convent comparteix festa amb els seus barris veïnats d'es Centre, s'Antigor i es Tren. Es tracta de les festes de Sant Domingo, fundador de l'Ordre dels dominics. Al principi es celebrava a l'estiu, però degut a la gran quantitat de gent que anava a estiuetjar al port de Manacor, les festes es passaren al mes de maig. Els personatges principals que protagonitzen aquests dies són: els moratons, s'Alicorn, els gegants i els caparrots.

### Ball dels moretons
Tot i q no es coneix l'origen d'aquesta dansa, es relaciona amb l'arribada dels dominicans a Manacor o amb un tipus de dansa morisca. Els moretons reprodueixen l'antiga vestimenta dels pirates barbarescos. Duen una camisa, una faldeta que els cobreix els genolls i, al cap, un turbant groc i vermell amb una mitja lluna. Relacionat amb el ball, s'acompanyen d'unes macetes de fusta a les mans, als genolls i a la panxa.

### S'Alicorn
S'Alicorn és un personatge que acompanya als moretons. Té cara zoomòrfica, amb una banya retorçuda que surt del seu front. De la banya li penja un llum que enlluerna el llibre i la ploma que duu a les mans. Va vestit de negre, com un capellà.

### Colla Gegantera de Sant Domingo
Els gegants de Manacor també surten amb els Moretons i s'Alicorn a les festes de Sant Domingo. Els dos gegants fan 3,80 metres d'açada i pesen un 50 kilos. La geganta, na Catalina, és del 1933 i representa una pagesa mallorquina, amb rebosillo, gipó i falda. D'altra banda, el gegant, en Vicenç, és del 1942 i representa un home musulmà, amb túnica, turbant i espada. Des del 2010, també surt un gegantó que representa a Mossèn Alcover.

## Carrers i places importants
- Carrer del Convent
- Plaça del Convent
- Plaça dels Pares Creus i Font i Roig
- Jardí de s'Hort des Frares

## Galeria

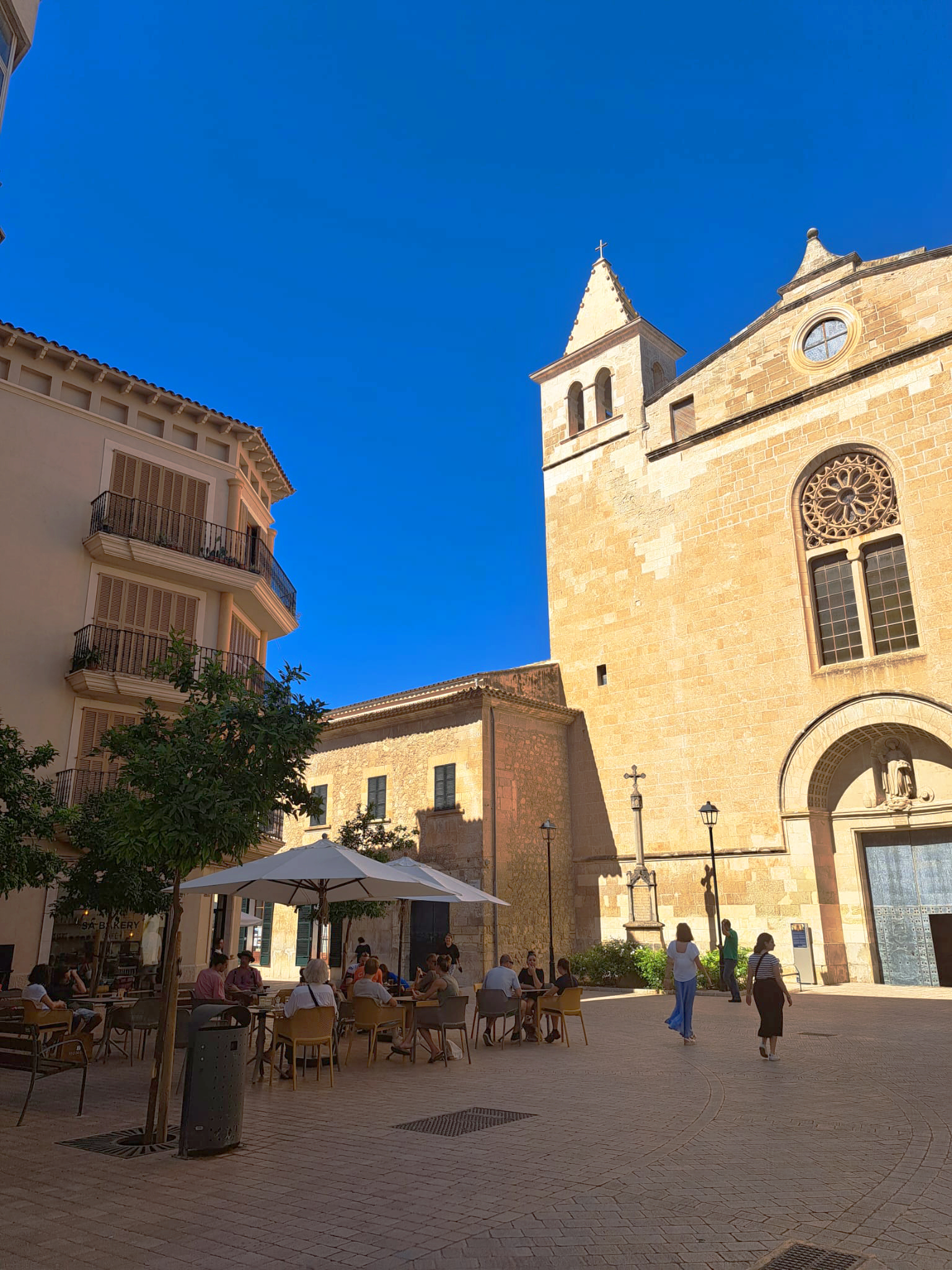
Plaça del Convent
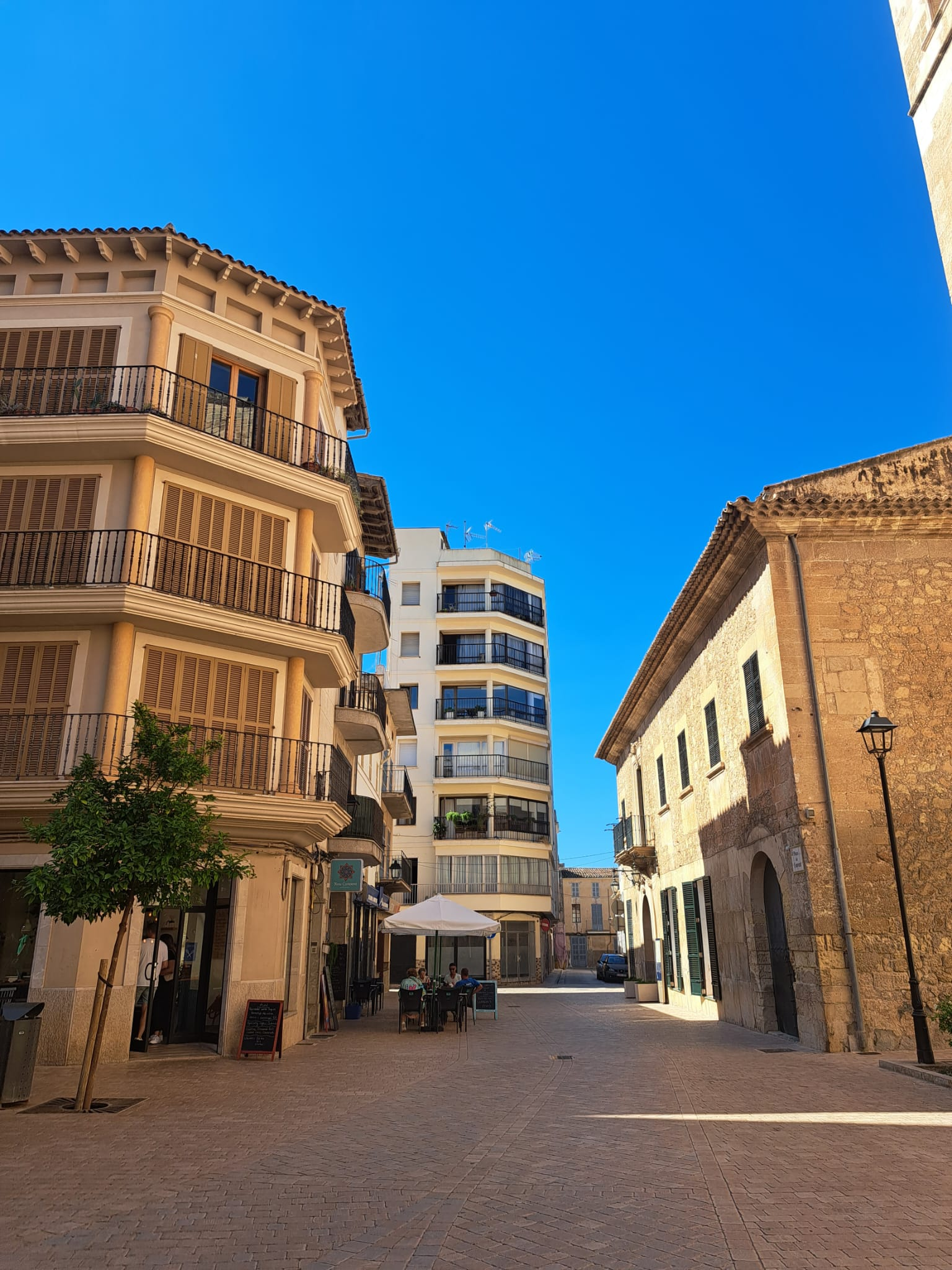
Plaça del Convent, mirant al carrer d'en Muntaner
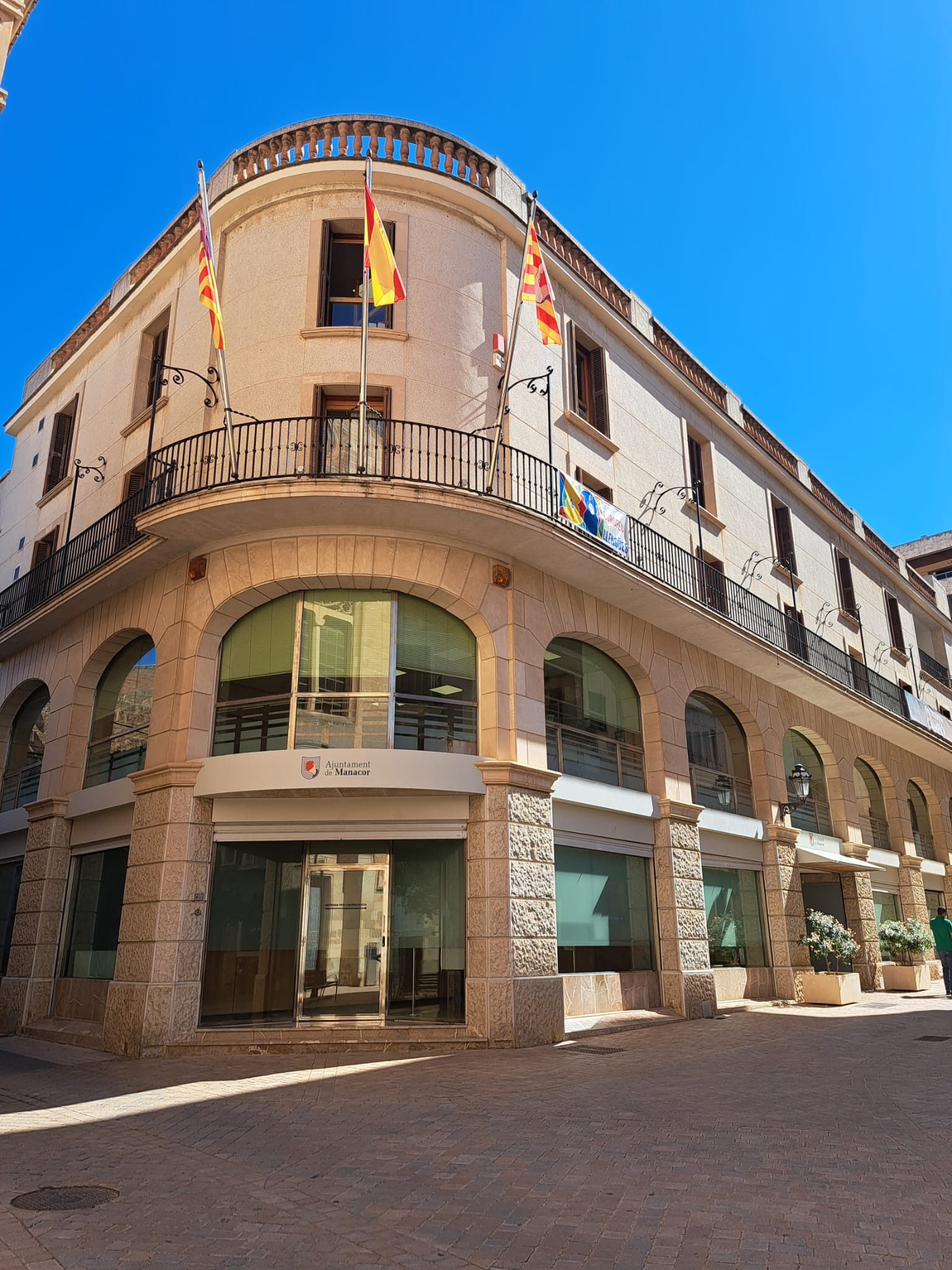
Ajuntament Nou
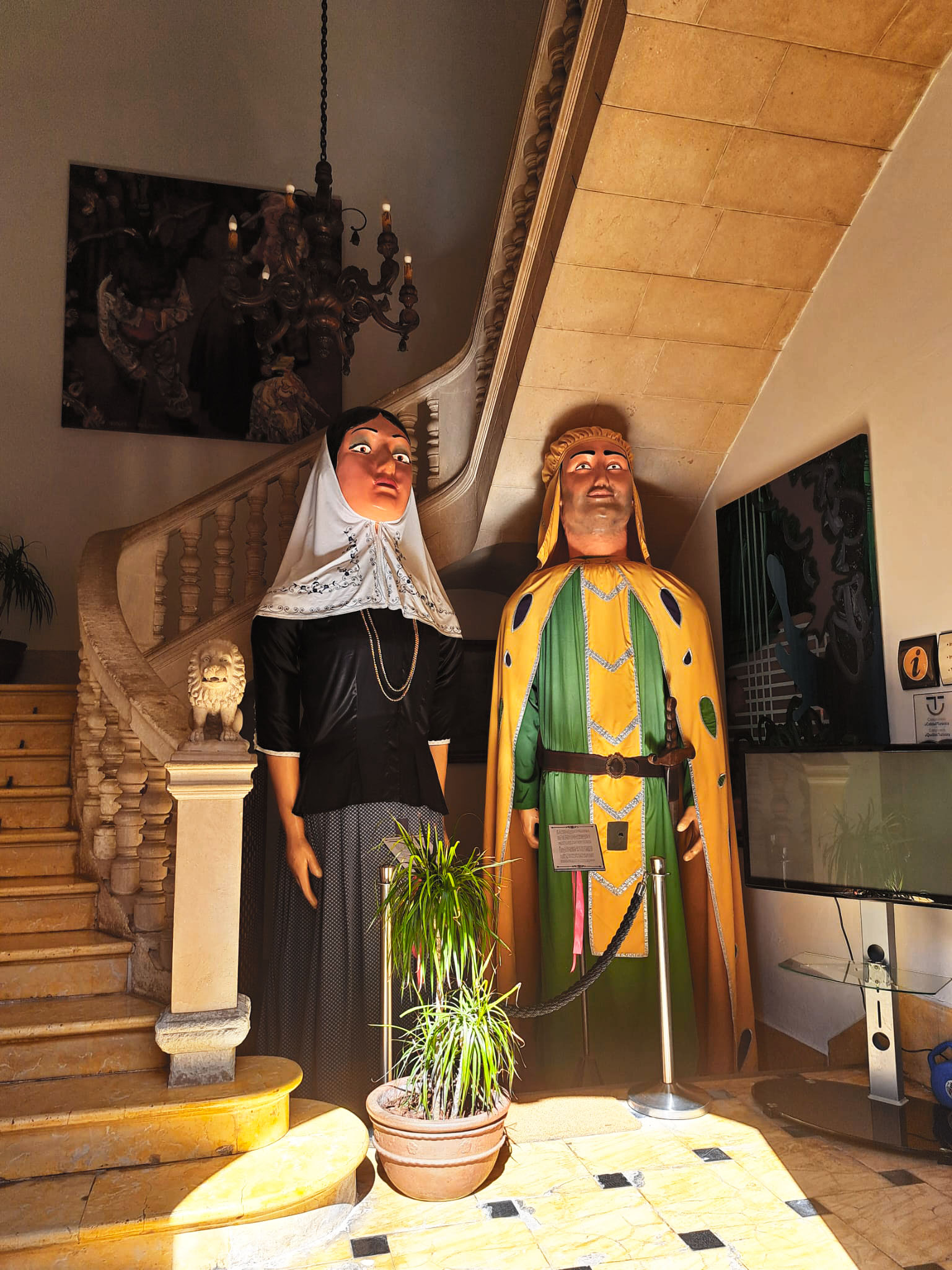
Gegants de Manacor, a l'entrada de l'Ajuntament Vell
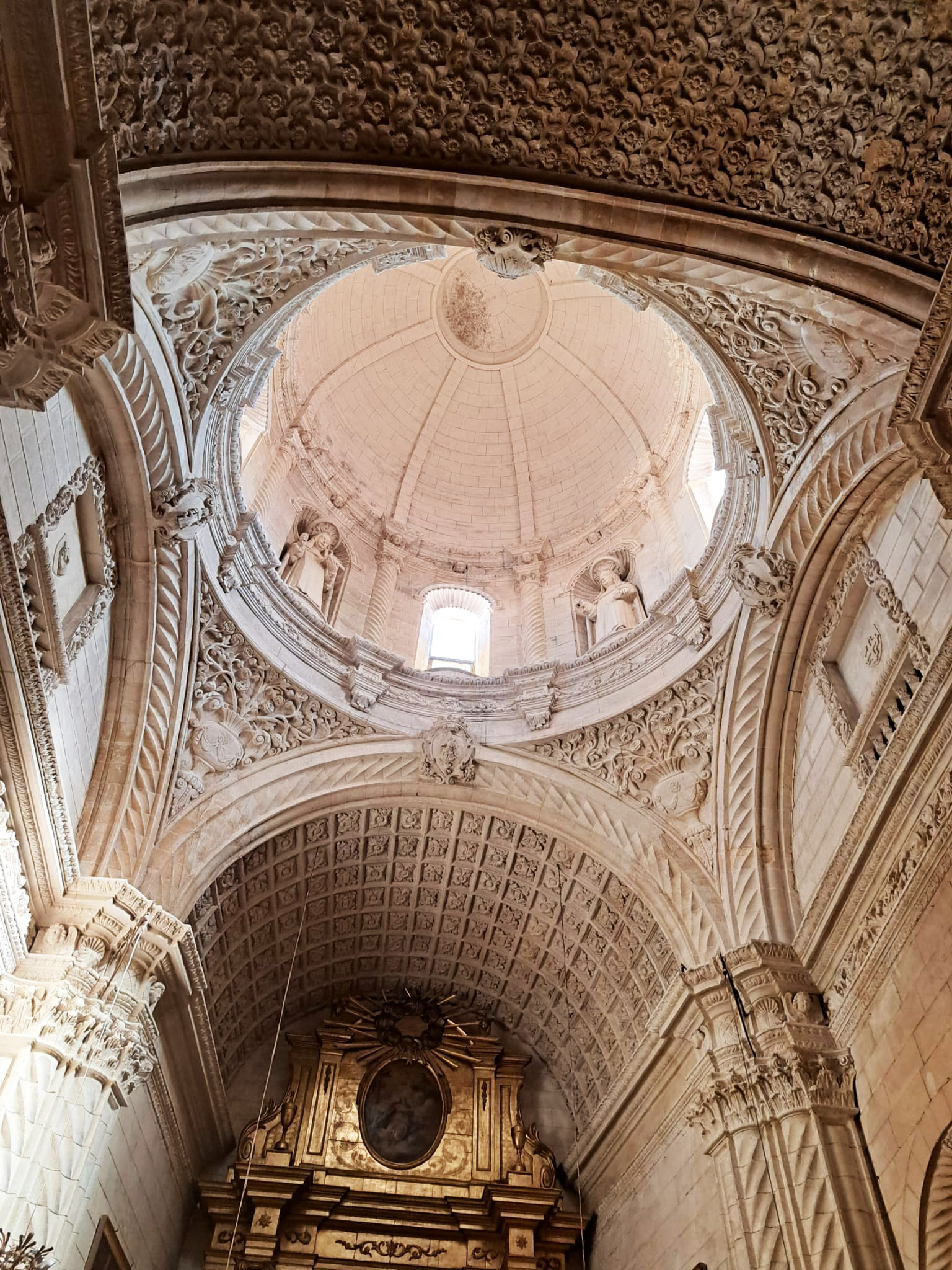
Capella del Roser, del convent de Sant Vicenç Ferrer
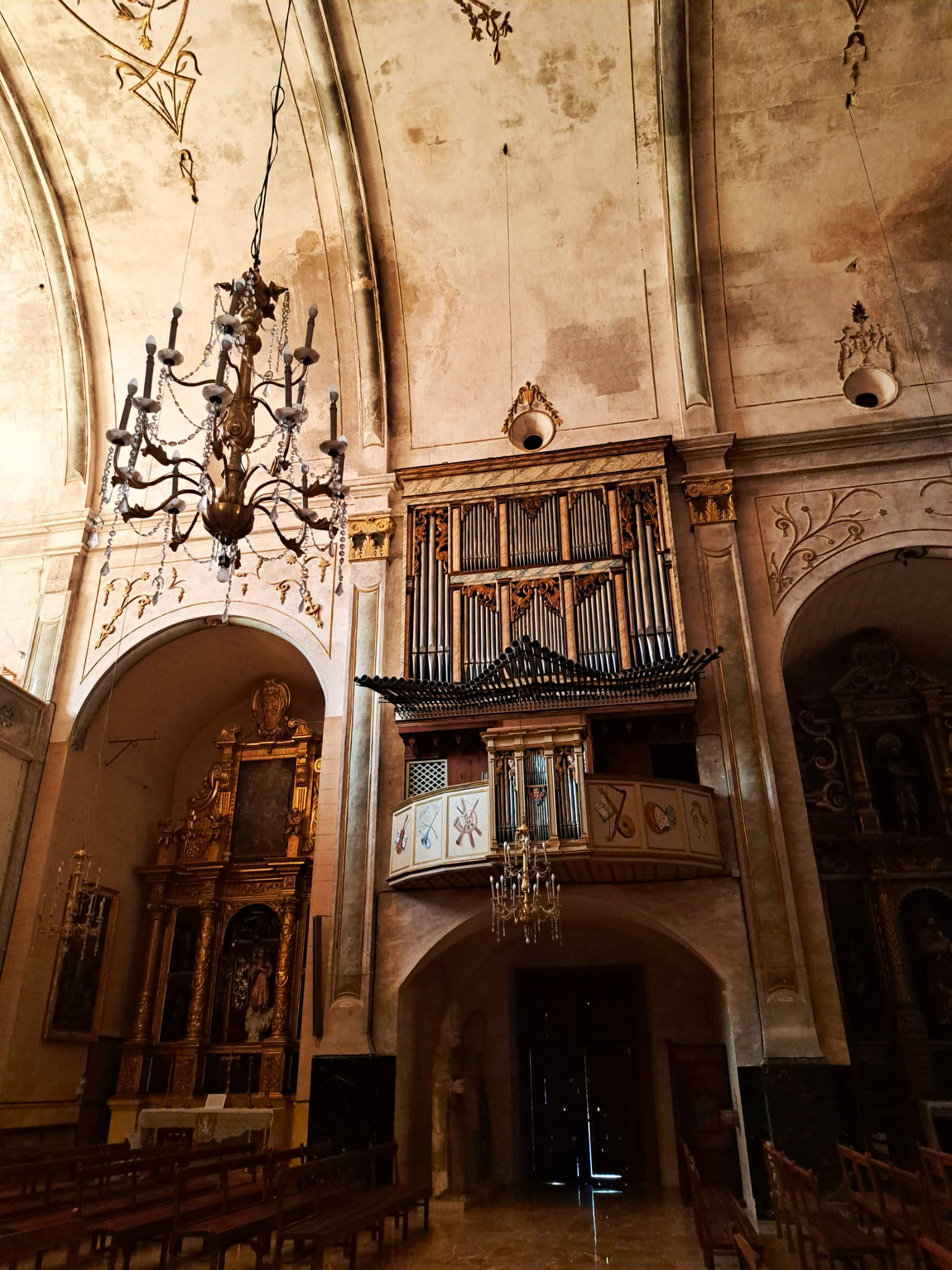
Òrgue del convent de Sant Vicenç Ferrer
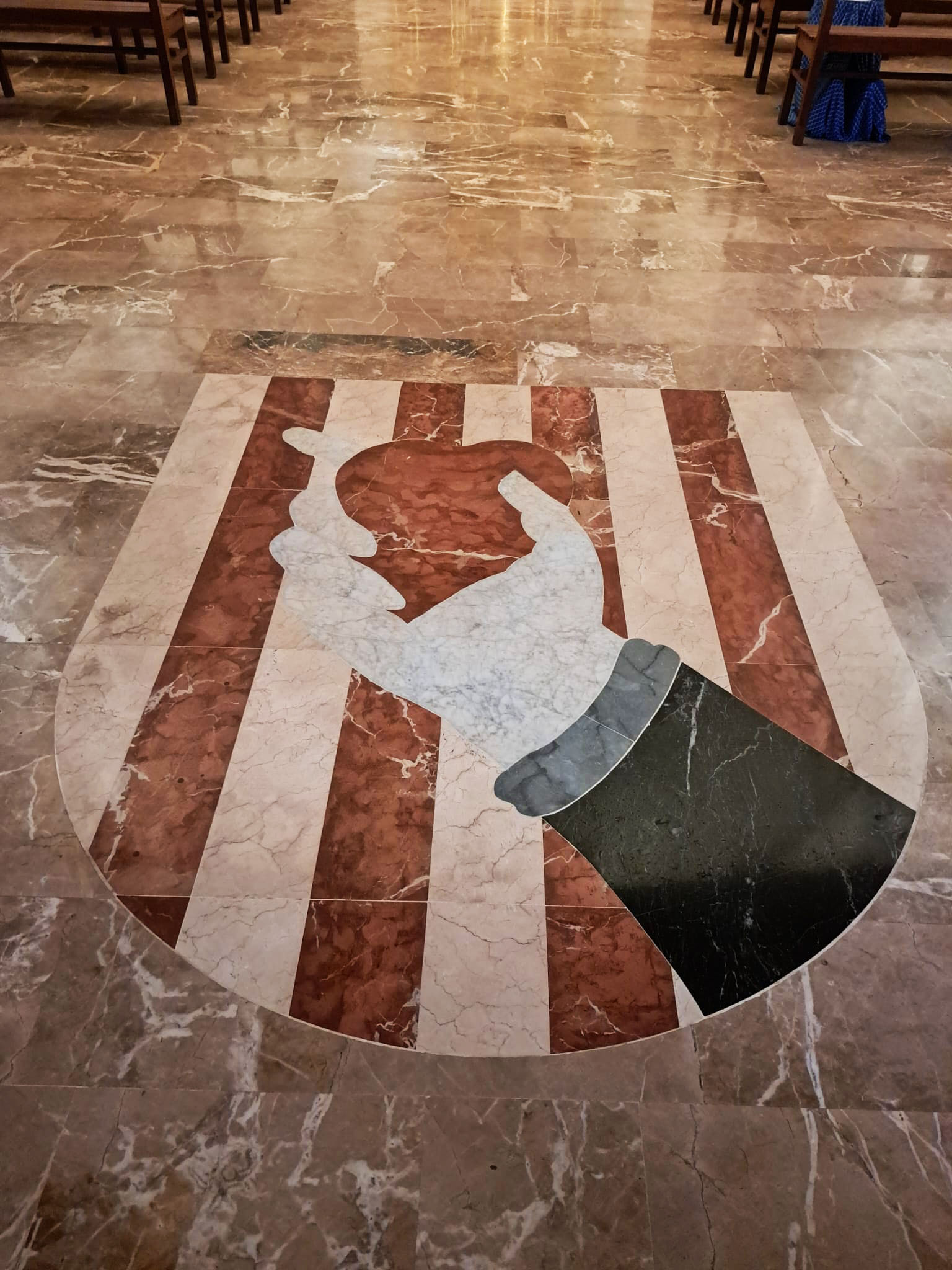
Escut de Manacor, a l'entrada del convent
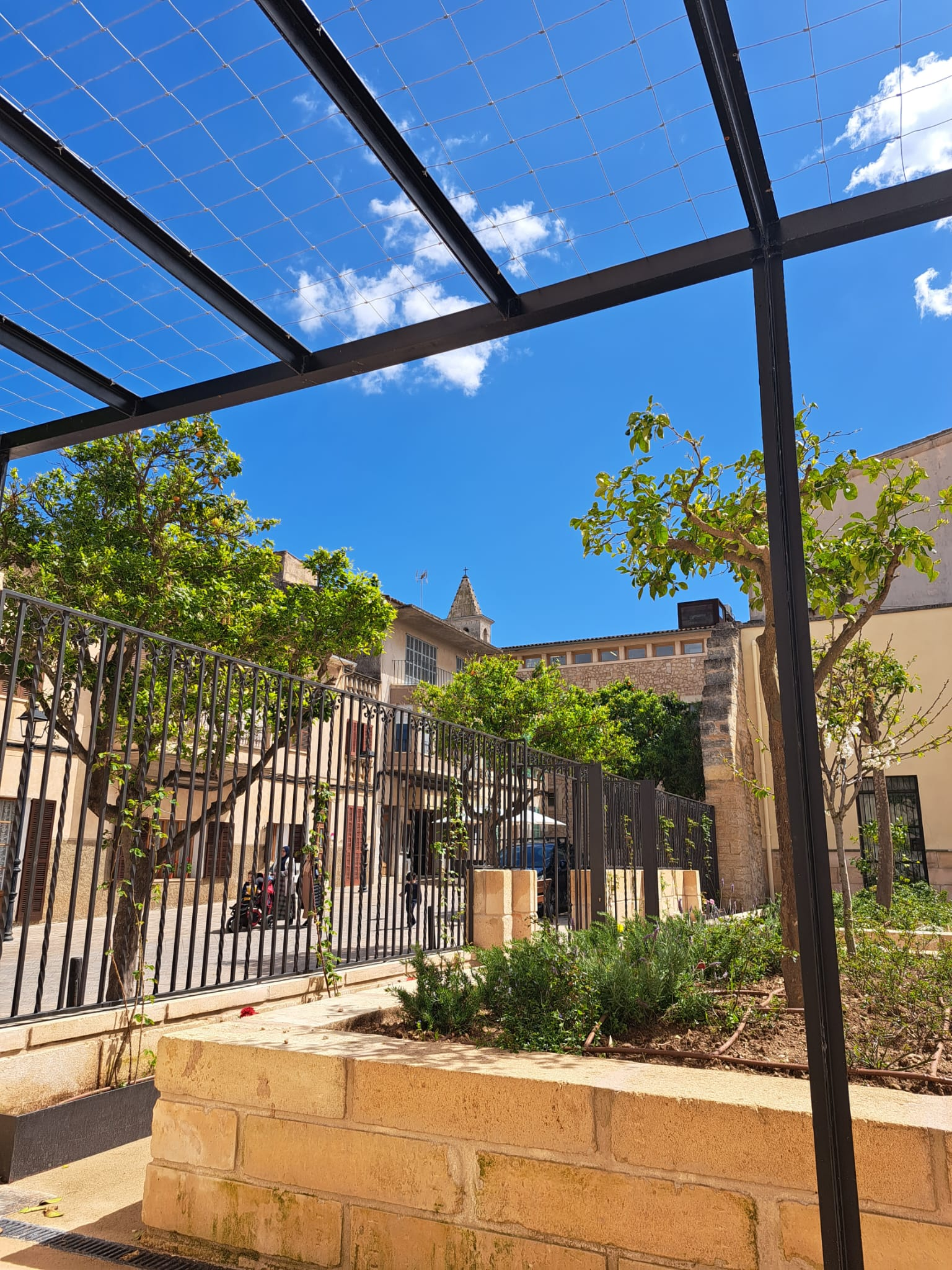
Jardí de s'Hort des Frares
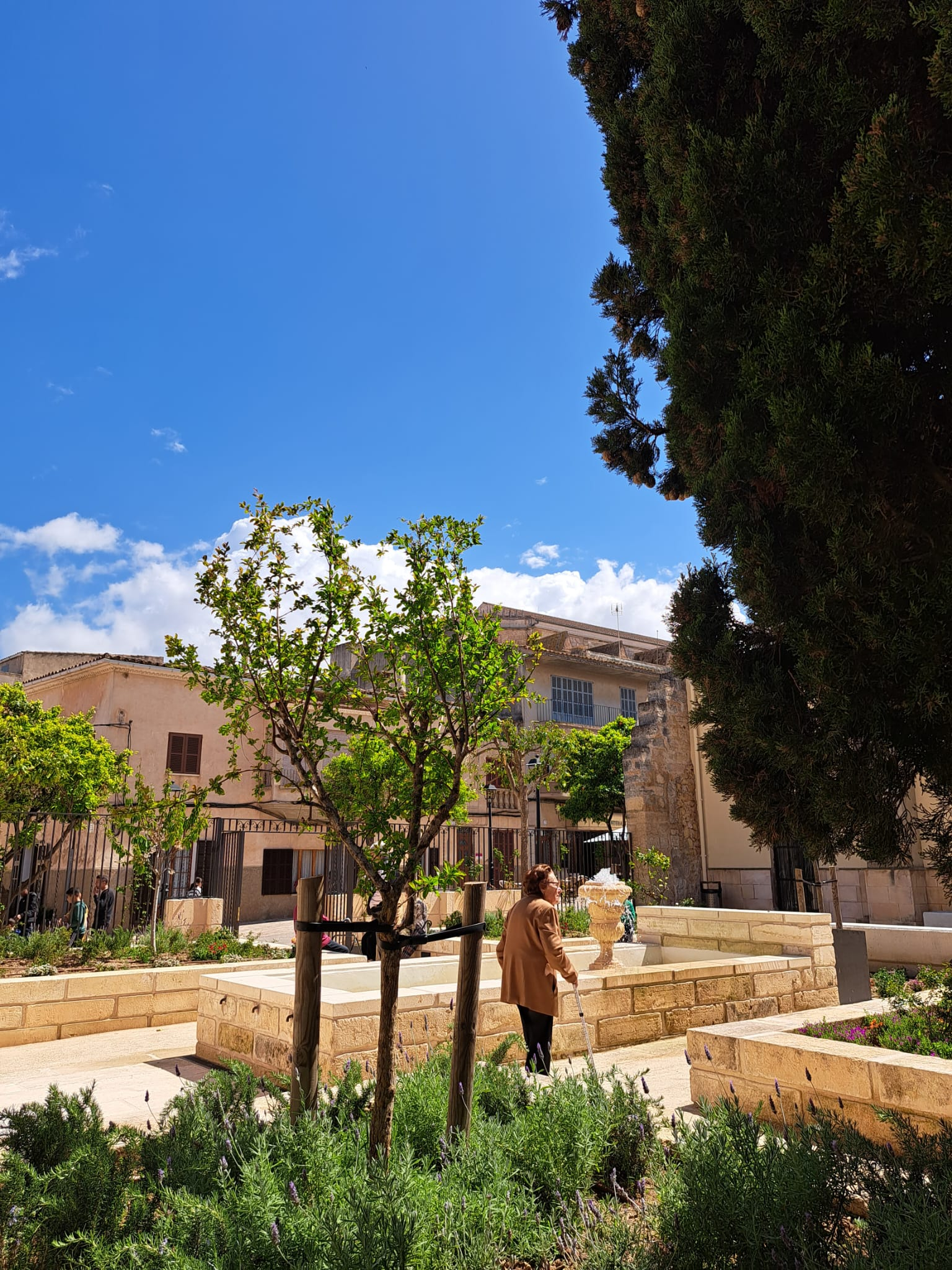
Jardí de s'Hort des Frares